# Dragor Hill
Der Dragor Hill (englisch; bulgarisch хълм Драгор chalm Dragor) ist ein 748 m hoher Hügel an der Davis-Küste des Grahamlands auf der Antarktischen Halbinsel. Er ragt östlich des Whitecloud-Gletschers, 7,85 km südöstlich des Nikyup Point, 2,85 km südlich des Almond Point und 1,85 km westnordwestlich des Borovan Knoll auf.
Deutsche und britische Wissenschaftler kartierten ihn 1996 gemeinsam. Die bulgarische Kommission für Antarktische Geographische Namen benannte ihn 2010 nach der Ortschaft Dragor im Süden Bulgariens.